# Драммонд, Гордон
Сэр Гордон Драммонд (англ. Gordon Drummond; 1772—1854) — канадский военный и государственный деятель шотландского происхождения, кавалер ордена Бани (1815), генерал-губернатор Канады (1815—1816).

## Биография
Родился 27 сентября 1772 года в Квебеке в шотландской семье Колина Драммонда и его жены Кэтрин из клана Олифантов. Отец Гордона впервые приехал в Нижнюю Канаду в 1764 году в качестве представителя в Квебеке лондонской фирмы Adam Drummond & Franks. В Квебеке Колин Драммонд стал деловым партнером бизнесмена и политика Джейкоба Джордана, занимал посты генерального комиссара и заместителя генерального казначея в провинции Квебек. Через четыре года после смерти Колина Драммонда, в 1780 году, семья покинула Квебек и вернулась в Англию. 
Гордон получил образование в Вестминстерской школе и поступил в 1789 году на службу в Британскую армию в качестве энсина в 1-й шотландский пехотный полк. В 1794 году он служил младшим подполковником в Нидерландах под командованием герцога Йоркского. Затем служил в Средиземноморье и Вест-Индии. В 1805 году, в возрасте 33 лет, Драммонд получил звание генерал-майора. В 1807 году он женился на Маргарет Рассел, дочери Уильяма Рассела (1734—1817) из замка Brancepeth Castle в графстве Дарем.
Гордон Драммонд был участником Англо-американской войны 1812—1815 годов. В конце 1813 года он был отправлен в Верхнюю Канаду в качестве лейтенанта-губернатора, заменив на этом посту непопулярного офицера Фрэнсиса де Роттенбурга. Драммонд принимал участие в захвате форта Ниагара, в битве при Баффало, в сражении при Ландис-Лейне и в осаде форта Эри. В начале 1815 года, после прекращения всех военных действий, Драммонд остался в Канаде в качестве лейтенанта-губернатора, а когда Джордж Прево был отозван в Великобританию, он занял пост генерал-губернатора и администратора Канады. Кроме содействия установлению мира согласно Гентского договора, его послевоенная карьера в Канаде в качестве гражданского администратора не была ничем примечательна. В 1816 году Драммонд переехал в Великобританию, где был удостоен чести за его вклад в войну и повышением в чине до полного генерала в 1825 году. В боевых действиях он больше не участвовал, находясь на должностях в различных британских пехотных подразделений:  88th Regiment of Foot, 71st Regiment of Foot, 49th Regiment of Foot и 8-го пехотного полка.
Умер 10 октября 1854 года в Лондоне в собственном доме.
В его честь был назван город Драммондвилл в области Центральный Квебек.